# Soldatenhandel unter Landgraf Friedrich II. von Hessen-Kassel

Englische Karikatur eines hessischen Grenadiers

Als Soldatenhandel unter Landgraf Friedrich II. von Hessen-Kassel werden die Subsidienverträge zur Überlassung von Soldaten aus Hessen-Kassel an Großbritannien im Rahmen des Amerikanischen Unabhängigkeitskrieges im 18. Jahrhundert bezeichnet.

## Verträge mit Großbritannien
Landgraf Friedrich II. von Hessen-Kassel unterzeichnete am 15. Januar 1776 mit dem Sohn seines Schwagers, König Georg III. von Großbritannien, sogenannte Subsidienverträge. Gemäß diesen Verträgen verpflichtete sich der hessische Landesfürst, Großbritannien mietweise ein Kontingent Soldaten in einer Gesamttruppenstärke von etwa 12.000 Mann permanent zu überlassen.

## Einordnung und heutige Bewertung
Schon Zeitgenossen, beispielsweise Friedrich Schiller 1784 und 1813 Johann Gottfried Seume in seiner Autobiographie Mein Leben, kritisierten diesen Soldatenhandel. Allerdings wendete sich diese Kritik nicht pauschal gegen Krieg, Söldnerdienste oder das Ausleihen von Soldaten zwischen souveränen Staaten. Die zeitgenössische Kritik richtete sich konkret gegen die tatsächliche Freiheitsberaubung, die beim Rekrutieren der Soldaten praktiziert wurde, gegen den Menschenhandel und gegen die Verwendungszwecke der erlösten Einnahmen.
Besonders außergewöhnlich war die Verfahrensweise Friedrichs II. aber nicht. Aufgrund seiner geostrategischen Situation war Hessen-Kassel zum Zeitpunkt der Vertragsabschlüsse auf den Unterhalt einer starken Streitmacht angewiesen. Der Staat selbst war durch die vorangegangenen Kriegshandlungen fremder Mächte auf dem eigenen Territorium jedoch wirtschaftlich schwer zurückgeworfen worden und kaum in der Lage, die erforderliche Truppenstärke ohne die Erschließung weiterer Finanzierungsquellen zu unterhalten.
Die Anwerbung der hessischen Truppen, die 1776 bis 1783 im Amerikanischen Unabhängigkeitskrieg kämpften, erfolgte nach damals gültigem und im Reich anerkanntem Recht. Die Vermietung von Truppen war ein zeitübliches Vorgehen und nicht auf feudale Staaten beschränkt. Auch später noch, etwa in der Schweiz, war sie üblich.
Wegen der in Hessen zumindest teilweise betriebenen Zwangsrekrutierung wurde sie aber auch zum „Verkauf“ von Landeskindern oder im Fall von Durchreisenden zum „Menschenhandel“. Johann Gottfried Seume beschreibt seine Rekrutierung in seiner Autobiographie Mein Leben:

„Den dritten Abend übernachtete ich in Vach und hier übernahm trotz allem Protest der Landgraf von Kassel, der damalige große Menschenmäkler, durch seine Werber die Besorgung meiner ferneren Nachtquartiere nach Ziegenhain, Kassel und weiter nach der neuen Welt. […] Endlich ging es von Ziegenhain nach Kassel, wo uns der alte Betelkauer [Friedrich II., A.d.R.] in höchst eigenen Augenschein nahm, keine Silbe sagte und uns über die Schiffbrücke der Fulda, die steinerne war damals noch nicht gebaut, nach Hannövrisch-Münden spedierte. Unser Zug glich so ziemlich Gefangenen; denn wir waren unbewaffnet, und die bewehrten Stiefletten-Dragoner und Gardisten und Jäger hielten mit fertiger Ladung Reihe und Glied fein hübsch in Ordnung.“

Friedrich Schiller hat 1784 in einer Szene von Kabale und Liebe das Thema verarbeitet und damit die zeitgenössische Außenwirkung des hessischen Subsidienvertrags aus seiner Sicht dargestellt. Dort wird die Truppenvermietung mit einem Grundstückshandel verglichen. Der Erlös wird zum Schmuckkauf verwendet, obwohl in einer Stadt des Landes nach einem Brand gerade große Not herrscht.
Nach einigen Quellen soll Friedrich II. aber zumindest offiziell auf Presskommandos oder Werbertrupps verzichtet haben, um willkürlich Menschen zum Dienst zu pressen.
In der Gesamtbetrachtung der damaligen Lebenssituationen kann der Dienst an der Waffe aber tatsächlich für viele Zeitgenossen Seumes eine interessante Einkommensquelle gewesen sein; vielleicht die einzige Möglichkeit, versorgt zu sein und zu werden. Die mit Großbritannien geschlossenen Mietverträge enthielten Klauseln, nach denen die dienenden Soldaten sowie im Todesfall deren Hinterbliebene zu versorgen waren. Da es zur damaligen Zeit noch nicht einmal ansatzweise eine Form der Sozialversicherung gab – arbeitslose Kriegsveteranen waren im Alter oft Bettler, sehr häufig auch Invaliden – war diese Zusatzversorgung für viele ein Anreiz, sich freiwillig zu melden. Die letzten Mittel aus der Subsidienverpflichtung Großbritanniens wurden erst mit der Inflation der 1920er Jahre aufgezehrt.
Die Anweisung Friedrichs II., die Landeskinder möglichst zu schonen, wurde wohl nach damals üblichen Vorstellungen erfüllt. Und zwar, wie auch der Schilderung Seumes zu entnehmen ist, in der Form, dass man versuchte, möglichst viele Durchreisende (Ausländer) anzuwerben.

## Kantonsystem und Dienstverpflichtung
Hessen hatte zu dieser Zeit bereits das Kantonsystem eingeführt, eine Art allgemeine Wehrpflicht. Diese verpflichtete jeden waffenfähigen Untertanen im Alter von 16 bis 30 Jahren zum Dienst an der Waffe in der Armee. Das Kantonsystem ersetzte die bis dahin übliche Zwangsrekrutierung der gesamten Truppe.
Das Land wurde dazu in sogenannte Kantone eingeteilt. Jedes Regiment erhielt einen Kanton, um aus diesem die erforderliche Truppenstärke zu rekrutieren. Wegen des herrschenden politischen Systems wurden die Rekruten überwiegend aus den unteren Ständen ausgehoben. Unter diesen rekrutierten Landeskindern gab es unterschiedliche Umstände. So waren arbeitslose Veteranen aus vorangegangenen Kriegen froh, wieder in Dienst gestellt zu werden, andere freuten sich auf die „Abenteuer“, die es in Amerika zu bestehen galt, wieder andere mussten aufgrund der Kantonsverpflichtung ihrer Dienstpflicht nachkommen, taten dies aber nicht freiwillig, sondern eben aufgrund ihrer Wehr- bzw. Dienstpflicht. Somit gilt für die hessischen Landeskinder, dass zwar viele freiwillig in den Dienst eintraten, letztlich die Rekrutierung aber aufgrund des Kantonsystems erfolgte.
Gemäß der Aufforderung des Landesherrn, die eigene Bevölkerung möglichst zu schonen – ein Verlust an Menschen bedeutete einen Verlust an Arbeitskräften – wurden schon nach der Entsendung des ersten Kontingentes die zu ersetzenden Verluste hauptsächlich durch die Anwerbung von Fremden gedeckt. Dabei ging man in den ersten Kriegsjahren wohl eher so vor, dass man Freiwillige suchte, denen man das Geschäft „schmackhaft“ machte. Man versprach ihnen Reichtum, Gold, Land und vieles mehr. Viele unterschrieben wohl eher deshalb, weil sie in der Truppe Aussicht auf regelmäßige Verpflegung hatten. In späteren Jahren gegen Ende des Krieges häufen sich aber die Berichte, dass jene „Freiwilligen“ nach derselben Methode zur Truppe geholt wurden wie vorzeiten durch die Presskommandos.
Um der Pflicht nachzukommen, das Regiment wehrfähig zu erhalten, war es zwingend erforderlich, die Anzahl an Soldaten, die sich nicht freiwillig meldeten, aufgrund der Kantonsregelung aus der Bevölkerung zu rekrutieren. Dies war juristisch gesehen keine Zwangsrekrutierung, lief jedoch faktisch für die Betroffenen auf das gleiche hinaus. Gerade diese Maßnahme aber führte in vielen Fällen zur familiären Tragödie: Es wurden junge Ehen auseinandergerissen, es wurden Eltern ihre Söhne weggeholt, es gab dadurch in Hessen-Kassel einen spürbaren Mangel an Arbeitskräften, und es gab dadurch auch Landflucht aus Angst vor der Dienstpflicht.
Die Bauernsöhne und einfachen Handwerker mussten ihrer Dienstpflicht gemäß in die Truppe eintreten, ob sie wollten oder nicht. Der Ablauf einer solchen Rekrutierung ist in wenigen Worten geschildert: Ein kleiner Trupp Soldaten klopft an die Tür einer Bauernkate, der Familie wird die Dienstpflicht vorgelesen oder in kurzen Worten erklärt, und im Haushalt befindliche Männer zwischen 16 und 30 Jahren werden mitgenommen. Die Betroffenen, sowohl der Einberufene wie auch dessen Angehörige, fügten sich meist klaglos in ihr „Schicksal“, da diese Vorgehensweise nach damals gültigem Recht stattfand.
Die Durchführung der geschilderten Maßnahmen, also die Aushebung von Soldaten aus dem eigenen Volk wie auch die Anwerbung Fremder, muss mit zunehmender Dauer des Krieges unter stärker werdendem Druck gestanden haben. Die Aufreibung oder Gefangennahme ganzer Regimenter stellte eine große Belastung für den betreffenden Kanton dar, auch ließ die Begeisterung, sich freiwillig zu melden, mit zunehmender Kriegsdauer spürbar nach. Trotz Nachrichtensperre kamen nicht immer positive Berichte aus den jungen USA in der Bevölkerung Hessens an.
Eine weitere Besonderheit mag auch noch zum allgemein schlechten Ansehen der Verfahrensweise Friedrichs II. beigetragen haben: Desertierte ein Soldat, gab es eine besondere Regelung: In diesem Fall wurde gemäß dem Kantonsystem ein Blutsverwandter des Deserteurs zwangsweise zur Truppe gezogen. Wenn kein waffenfähiger Verwandter existierte, wurde ersatzweise jemand aus demselben Dorf eingezogen – auch dies unter Zwang. Zudem konnte den Angehörigen des Deserteurs alles Hab und Gut weggenommen werden.
Diese Vorgehensweise hatte direkte disziplinarische Auswirkung auf die Truppe. Nicht zuletzt durch diese – aus heutiger Sicht drakonische – Maßnahme blieb die Zahl der Desertionen in den Kantonistenheeren klein. Es fällt nicht schwer sich auszumalen, welchen Eindruck diese Maßnahme bei der Bevölkerung erweckte. Alte Erinnerungen an die Werber vor der Kantonszeit wurden sicher wieder wach.
Aus dieser Zeit soll auch der Spruch „Ab nach Kassel“ stammen, allerdings ist dies nicht endgültig belegt.

## Truppenzusammensetzung und -stärke
Nach geschichtlichen Quellen aus der Region bestand das Kontingent aus 15 Infanterie-Regimentern, 4 Grenadier-Bataillonen, 2 Kompanien Feldjägern und dem Artilleriecorps. Dazu kamen später noch drei Kompanien Feldjäger zu Fuß und eine zu Pferde. Nach diesen Quellen bestand das Ursprungskontingent, das sich bereits im März 1776 nach Nordamerika aufmachte, überwiegend aus Landeskindern, das heißt die meisten der etwa 12.000 Soldaten waren Söhne Hessen-Kassels. Dieses Erstkontingent bestand überwiegend aus Freiwilligen. Um die Truppenstärke während des Kriegsverlaufes aufrechtzuerhalten, mussten die durch Gefangenschaft, Krankheit, Tod oder Desertion ausgefallenen Kräfte kontinuierlich ersetzt werden. Dafür wurden bis zum Ende des Krieges 1783 nur noch zum Teil Rekruten aus Hessen-Kassel ausgehoben, ein weitaus größerer Anteil dieser nachrückenden Kräfte waren Angeworbene aus verschiedenen Ländern. Insgesamt wurden während des Verlaufes des Amerikanischen Unabhängigkeitskrieges etwa 19.000 Soldaten von Hessen-Kassel an Großbritannien vermietet. Die Truppenstärke der Hessen in Nordamerika betrug während des Kriegsverlaufes immer zwischen 10.000 und 12.000 Mann und machte somit etwa ein Drittel des Gesamtkontingentes der britischen Truppen in den nordamerikanischen Kolonien aus.
Nach Beendigung der Kriegshandlungen in Amerika wurden die Regimenter zu ihren Standorten in Hessen zurückverlegt und die Mannschaften auf Friedensstärke herabgesetzt.

## Einsatz der hessischen Jäger

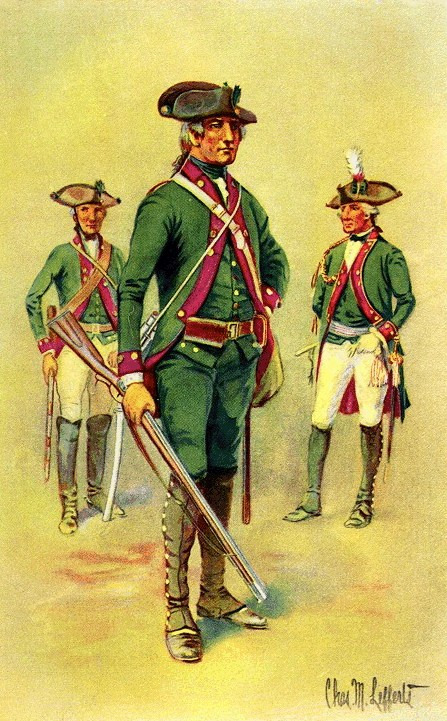
Hessische Jäger im amerikanischen Unabhängigkeitskrieg

Als Gegenpart zu den amerikanischen Riflemen waren die Briten sehr an den deutschen Jägern interessiert. Aufgrund der Tatsache, dass die Briten mehr für einen ausgebildeten Jäger zahlten, wurden die hessischen Jägerkompanien teilweise auch mit regulären Soldaten aufgefüllt, die nicht dem hohen Standard an Ausrüstung und vor allem an Ausbildung entsprachen. Trotzdem reichten die wenigen „echten“ hessischen Jäger aus, um ihren legendären Ruf zu begründen. So behaupteten sich 33 hessische Jäger, von den Amerikanern auch „Greencoats“ (Grünröcke) genannt, unter der Führung des Hauptmanns Johann von Ewald beim Rückzugsgefecht am Pass bei Portsmouth gegen eine 800 Mann starke, vom Marquis de La Fayette geführte Übermacht. Als deren Bajonettangriff im Feuer der verschanzten hessischen Jäger liegenblieb, forderte Lafayette die amerikanischen Riflemen an. So entstand eines der ersten bekannten Scharfschützengefechte. Die hessischen Jäger konnten jedoch aufgrund ihrer besseren Disziplin weiterhin die Oberhand behalten. Auch am 22./23. Dezember 1777 konnte Johann von Ewald mit seinen hessischen Jägern am Mount Holly (100 km südöstlich von Burlington) eine wesentlich stärkere amerikanische Einheit in die Flucht schlagen. In einem amerikanischen Bericht wurde über die hessischen Jäger geschrieben, dass sie alles mit ihrer Büchse erreichten, was ihr Blick erspähte. Aber auch über die amerikanischen Riflemen wurde respektvoll bei den hessischen Jägern gesprochen. Im Bericht eines hessischen Einheitsführers hieß es über die Riflemen, dass sie sehr gute Schützen seien. „Genau wie wir (hessischen Jäger) erklimmen sie Bäume, kriechen auf dem Bauch, schießen präzise und verschwinden ebenso schnell wie sie aufgetaucht sind“. Für den guten Ruf der hessischen Jäger sorgte, neben der elitären Ausbildung, auch ihre Disziplin innerhalb der Truppe und ihr Verhalten gegenüber der Zivilbevölkerung. Am 16. September 1776 bei der Schlacht von Harlem Heights befreiten die hessischen Jäger die Scottish Highlander aus einer bedrohlichen Lage. Danach beschützten sie die Einwohner von Manhattanville vor britischen Plünderern, obwohl sie mit den Briten verbündet waren. Johann von Ewald und seine hessischen Jäger genossen bei ihren amerikanischen Gegnern einen so legendären Ruf, dass die amerikanischen Generäle Henry Knox und Alexander McDougall Ewald nach dem Krieg nach Fort West Point zum gegenseitigen Austausch von Kampferfahrungen einluden. Eine Einladung zum Verbleib in Amerika mit der Zusage einer größeren Landzuweisung von General Knox lehnte Ewald höflich ab.

## Filme
- Der Winter, der ein Sommer war, Deutschland 1976
- Das große Abenteuer des Kaspar Schmeck, DDR 1982

### Sachbücher und Lebenszeugnisse
- Auerbach, Inge: Die Hessen in Amerika 1776–1783, Selbstverlag der Hessischen Historischen Kommission Darmstadt und der Historischen Kommission für Hessen, Darmstadt und Marburg 1996, ISBN 3-88443-197-8
- Auerbach, Inge u. Fröhlich, Otto (Hrsg.): Hessische Truppen im amerikanischen Unabhängigkeitskrieg (HETRINA), Index nach Familiennamen. 2. Auflage. Archivschule Marburg, Marburg 1987 (Band II) (Regimenter Prinz Carl, v. Ditfurth, v. Donop/v. Knyphausen, v. Loßberg/Alt v. Loßberg, v. Mirbach/Jung v. Loßberg, v. Trümbach/v. Bose)
- Auerbach, Inge u. Fröhlich, Otto (Hrsg.): Hessische Truppen im amerikanischen Unabhängigkeitskrieg (HETRINA), Index nach Familiennamen. Archivschule Marburg, Marburg 1976 (Band III) (Regimenter Leib-Infanterie-Regiment/Erbprinz, Landgraf/Leib-Infanterie-Regiment, Erbprinz, v. Cochenhausen/Prinz Friedrich, v. Knyphausen/v. Donop, Rall/v. Wöllwarth/v. Trümbach/v. Angelelly, v. Wissenbach/v. Knoblauch)
- Auerbach, Inge u. Fröhlich, Otto (Hrsg.): Hessische Truppen im amerikanischen Unabhängigkeitskrieg (HETRINA), Index nach Familiennamen. Archivschule Marburg, Marburg 1976 (Band IV) (Garnison-Regiment v. Bünau, Garnison-Regiment v. Stein/v. Seitz/v. Porbeck, Feldjäger-Korps, Artillerie-Korps und Nachträge)
- Auerbach, Inge u. Fröhlich, Otto (Hrsg.): Waldecker Truppen im amerikanischen Unabhängigkeitskrieg (HETRINA), Index nach Familiennamen. Archivschule Marburg, Marburg 1976 (Band V) (Waldecker Truppen)
- Auerbach, Inge u. Fröhlich, Otto (Hrsg.): Hessische Truppen im amerikanischen Unabhängigkeitskrieg (HETRINA), Index nach Familiennamen. Archivschule Marburg, Marburg 1987 (Band VI) ISBN 3-923833-14-8 (Hanauische Regimenter)
- Döhla, Johann Conrad: Tagebuch eines Bayreuther Soldaten des Johann Conrad Döhla aus dem Nordamerikanischen Freiheitskrieg von 1777–1783 mit einem Vorwort von W. Frh. von Waldenfels. Bayreuth: Ellwanger, 1913 (Aus: Archiv für Geschichte u. Altertumskunde v. Oberfranken. 1912 u. 1913. (Bd. 25, H. 1. 2))
- Franz, Eckart G. u. Fröhlich, Otto (Hrsg.): Hessische Truppen im amerikanischen Unabhängigkeitskrieg (HETRINA), Index nach Familiennamen. 2. Auflage. Archivschule Marburg, Marburg 1984 (Band I) (Grenadierbataillone v. Linsingen, Block/v. Lengerke, v. Minnigerode/v. Löwenstein, Köhler/Graf/Platte und Garnison-Regiment v. Huyn/v. Benning/v. Normann)
- Gall, Manfred von: Hanauer Journale und Briefe aus dem amerikanischen Unabhängigkeitskrieg 1776–1783 der Offiziere Wilhelm Rudolph von Gall, Friedrich Wilhelm von Geismar, dessen Burschen (anonym), Jakob Heerwagen, Georg Paeusch sowie anderer Beteiligter. Hanau 2005 (= Hanauer Geschichtsblätter 41), ISBN 3-935395-04-3.
- Holger Th. Gräf/Lena Haunert (Hrsg.): Unter Canadiensern, Irokesen und Rebellen. Das Tagebuch des Hessen-Hanauer Jägers Philipp Jakob Hildebrandt aus den Jahren 1777–1781. Hanauer Geschichtsverein 1844 e. V./Hessisches Landesamt für Geschichtliche Landeskunde, Hanau/Marburg 2011 (= Untersuchungen und Materialien zur Verfassungs- und Landesgeschichte 29; Hanauer Geschichtsblätter 46), ISBN 978-3-921254-79-0.
- Lowell, Edward J.: Die Hessen und die andern deutschen Hülfstruppen im Kriege Gross-Britanniens gegen Amerika 1776–1783; nach dem Englischen von Edward J. Lowell mit Autorisation des Verfassers hrsg. von O.C. Freiherrn von Verschuer. Braunschweig, R. Sattler, 1901.
- Seume, Johann Gottfried: Mein Leben, Stuttgart, Reclam, 1986, ISBN 978-3-15-001060-0.
- Wetzel, Georg H.; Das Hochfürstlich Hessische Feld-Jaeger Corps im Amerikanischen Unabhängigkeitskrieg (1776–1783), Kassel, 1992, ISBN 3-9803159-0-8.

### Romane
- Howard Fast: Der Trommelknabe, Wien/München 1975; Neuausgabe als Der Sohn der Söldner, Wien/München 1978 (engl. OT: The Hessian, New York 1972, The Hessian).
- Sandra Paretti: Der Winter, der ein Sommer war, München/Gütersloh/Wien 1972.
- Franz Treller: Der Held von Trenton, Norderstedt 2013 (Nachdruck der Originalausgabe von 1903).
- Grete Weiskopf: Söldner ohne Sold. Ein Roman für die Jugend. 1948 (ab der 2. Auflage 1951 unter dem Titel Das große Abenteuer des Kaspar Schmeck).